# Bolesław Balcerowicz
Bolesław Kazimierz Balcerowicz (ur. 17 lipca 1943 w Marlewie) – generał dywizji Sił Zbrojnych Rzeczypospolitej Polskiej, profesor nauk wojskowych.

## Kariera wojskowa
Służbę w SZ PRL rozpoczął w 1962, jako podchorąży Oficerskiej Szkoły Wojsk Zmechanizowanych we Wrocławiu. W 1965 rozpoczął zawodową służbę wojskową w 40 pułku zmechanizowanym w Opolu, na stanowisku dowódcy plutonu, a potem kompanii piechoty zmotoryzowanej. W 1968 objął stanowisko dowódcy batalionu piechoty zmotoryzowanej w 12 pułku zmechanizowanym w Gorzowie Wielkopolskim.
W 1971 został wyznaczony na stanowisko szefa sztabu 2 pułku czołgów średnich w Opolu. W 1973 został zastępcą dowódcy ds. liniowych 25 pułku zmechanizowanego tej dywizji. W latach 1975–1978 dowodził 6 pułkiem zmechanizowanym w Częstochowie.
Od 1980 był szefem sztabu 4 Dywizji Zmechanizowanej w Krośnie Odrzańskim. W latach 1985–1986 kierował Oddziałem Operacyjnym Sztabu Śląskiego Okręgu Wojskowego we Wrocławiu, skąd został skierowany na stanowisko dowódcy 2 Dywizji Zmechanizowanej w Nysie (1987–1989). W 1989 został awansowany na generała brygady. W latach 1989–1991 dowodził 12 Dywizją Zmechanizowaną w Szczecinie. W 1991 został komendantem Wydziału Strategiczno-Obronnego Akademii Obrony Narodowej w Warszawie. W 1998 awansował na stopień generała dywizji. W latach 2000–2003 był komendantem-rektorem Akademii Obrony Narodowej w Warszawie. W 2003 został przeniesiony w stan spoczynku.
Studiował w: Oficerskiej Szkole Wojsk Zmechanizowanych we Wrocławiu (1962–1965), Akademii Sztabu Generalnego im. Karola Świerczewskiego w Warszawie (1969–1971), Wojskowej Akademii Sztabu Generalnego Sił Zbrojnych ZSRR im. K. J. Woroszyłowa w Moskwie (1978–1980), Akademii Obrony Narodowej w Warszawie – studia doktoranckie (1992), GFC NATO Defense College w Rzymie.

## Działalność naukowo-dydaktyczna i ekspercka
Doktorat z dziedziny nauk wojskowych obronił w 1992 (praca: Strategiczna obrona Rzeczypospolitej Polskiej lat dziewięćdziesiątych, promotor: Kazimierz Nożko), habilitował się w 1995 (praca: Problemy strategii obronnej państwa średniej wielkości), tytuł naukowy profesora otrzymał w 2000.
W 2003 został pracownikiem Zakładu Studiów Strategicznych Instytutu Stosunków Międzynarodowych Uniwersytetu Warszawskiego, gdzie prowadzi m.in. przedmioty „międzynarodowe stosunki wojskowe” oraz „nauka o wojnie i pokoju”. Następnie w Instytut Nauk Politycznych UW. Obecnie jego główną jednostką jest Wydział Nauk Politycznych i Studiów Międzynarodowych Uniwersytetu Warszawskiego.
Współpracuje również z ośrodkami eksperckimi, np. Centrum Stosunków Międzynarodowych czy Instytutem Obywatelskim.

## Publikacje
Jest autorem wielu publikacji naukowych, w tym książek:
- O pokoju, o wojnie: między esejem a traktatem, wyd. Rambler, Warszawa 2013.
- Siły zbrojne w stanie pokoju, kryzysu, wojny, Wydawnictwo Naukowe Scholar, Warszawa 2010.
- Siły zbrojne w państwie i stosunkach międzynarodowych, Wydawnictwo Naukowe Scholar, Warszawa 2006.
- Pokój i nie-pokój, Bellona, Warszawa 2001.
- Sojusz a obrona narodowa, Bellona, Warszawa 1999.
- Obronność państwa średniego, Bellona, Warszawa 1996.
- Wystarczalność obronna (współautor), Warszawa 1996.

## Odznaczenia i wyróżnienia
- Krzyż Komandorski Orderu Odrodzenia Polski (2015)[5][6]
- Krzyż Oficerski Orderu Odrodzenia Polski (2000)[7]
- Krzyż Kawalerski Orderu Odrodzenia Polski
- Złoty Krzyż Zasługi
- Złoty Medal „Siły Zbrojne w Służbie Ojczyzny”
- Złoty Medal Za zasługi dla obronności kraju
- Wielki Krzyż Zasługi Orderu Republiki Federalnej Niemiec (2004)
- Doctor honoris causa Akademii Wojskowej Czech[2]
- Doctor honoris causa Akademii Wojskowej Słowacji